# Ханю, Наотакэ
Наотакэ Ханю (яп. 羽生 直剛 Ханю Наотакэ, 22 декабря 1979 года, Тиба) — японский футболист.
На протяжении карьеры выступал за клубы «ДЖЕФ Юнайтед Итихара Тиба», «Токио», «Ванфоре Кофу». С 2006 по 2008 год сыграл за национальную сборную Японии 17 матчей.

## Статистика за сборную
| Сборная Японии | Сборная Японии | Сборная Японии |
| Год            | Матчи          | Голы           |
| -------------- | -------------- | -------------- |
| 2006           | 5              | 0              |
| 2007           | 7              | 0              |
| 2008           | 5              | 0              |
| Итого          | 17             | 0              |

## Достижения

### Командные
- Кубок Императора; 2011
- Кубок Джей-лиги; 2005, 2006, 2009